# Division marocaine
Ne pas confondre cette division avec la  1re division marocaine (1940) de la Seconde Guerre mondiale.
Pour les articles homonymes, voir 1re division et Division marocaine (homonymie).
La Division marocaine (DM), initialement Division de marche du Maroc, également connue sous l'appellation de 1re division marocaine (1re DM), est une division d'infanterie de l'armée d'Afrique, unité militaire française qui participe à la Première Guerre mondiale et à la guerre du Rif.
Composée durant la majeure partie de son engagement pour moitié de soldats européens (marsouins, zouaves et légionnaires) et pour moitié de soldats maghrébins (tirailleurs algériens et tunisiens), la Division marocaine s'illustre notamment lors de la bataille de la Marne en septembre 1914 puis lors de la bataille de l'Artois de mai 1915, où, pour la première fois, une division française rompt le front allemand.
Les quatre unités principales qui composent la division durant la quasi-totalité de son engagement entre 1914 et 1918 sont le Régiment de marche de la Légion étrangère, le 4e régiment de tirailleurs tunisiens, le 7e régiment de tirailleurs algériens et le 8e régiment de zouaves. Tous ces régiments sont cités à l'ordre de l'armée et à la fin du conflit, la division marocaine compte dans ses rangs les unités les plus décorées de l'armée française. Elle est la seule division dont tous les drapeaux sont décorés de la Légion d’honneur au cours de la Première Guerre mondiale.
Envoyée en occupation en Rhénanie, la division marocaine revient au Maroc en août 1925 pour combattre la République du Rif. Elle y est dissoute en janvier 1927.

## Différentes dénominations
- août 1914 : Division de marche du Maroc
- Entre le 15 et le 20 août 1914 : devient la Division marocaine
- 1er juillet 1918 : la Division marocaine devient 1re division marocaine[4]
- 4 janvier 1927 : dissolution

## Les chefs de la division marocaine

### Chefs de corps
- 18 août - 8 octobre 1914 : général Humbert[5]
- 8 octobre 1914 - 21 juin 1915 : général Blondlat[5]
- 21 juin 1915 - 3 août 1916 : général Codet[5]
- 3 août 1916 - 1er septembre 1917 : général Degoutte[5]
- 1er septembre 1917 - 23 janvier 1922 : général Daugan
- 25 janvier 1922 - ? : général Tantot[6]
- février 1925 - mars 1926 : général Marty[7]
- mars 1926 - 1926 : général Ibos[7]

### Commandants de brigade
- 1re brigade[5]
  - Général Blondlat : 18 août - 14 septembre 1914.
  - Colonel Mérienne-Lucas : 14 septembre - 5 octobre 1914.
  - Colonel Lavenir : 5 octobre 1914 - 13 mars 1915.
  - Colonel Pein : 13 mars - 9 mai 1915 (tué à l'ennemi).
  - Colonel Delavau : 14 mai 1915 - 10 février 1916.
  - Colonel Demetz : 10 février 1916 - 5 juillet 1917.
  - Colonel Mittelhauser : 9 juillet 1917 - 27 avril 1918.
  - Colonel Boucher : 27 avril 1918.
- 2e brigade[5]
  - Colonel Cros : 28 septembre 1914 - 10 mai 1915 (tué à l'ennemi).
  - Colonel d'Anselme : 14 mai 1915 - 23 janvier 1916.
  - Colonel Girodon : 25 janvier 1916 - 25 mai 1916 (tué à l'ennemi comme général commandant la 12e D.I.)
  - Colonel Schuhler : 25 mai 1916 - 17 juillet 1918.
  - Colonel Bertrand : 20 juillet 1918.
- 7e brigade 
  - Colonel (puis général) Kieffer : ? - septembre 1926[7]
- 8e brigade
  - Colonel Duffour : 1925[8] - 5 avril 1926[7]
  - Colonel Corap : 5 avril - septembre 1926[7]

## Première Guerre mondiale

### Composition au cours de la guerre

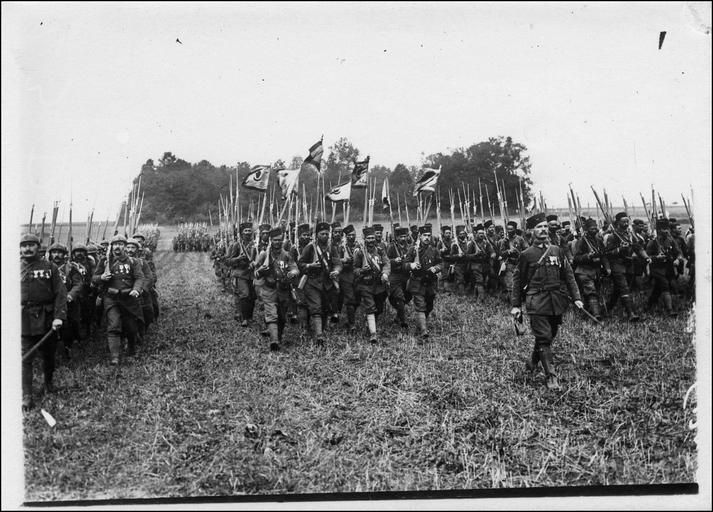
Tirailleurs de la division, septembre 1916.

L'infanterie est regroupée en deux brigades :
- 1re brigade marocaine[réf. souhaitée] :
  - Régiment de marche colonial (3 bataillons) d'août au 1er octobre 1914
  - Régiment de marche de zouaves (3 bataillons) d'août au 1er octobre 1914
  - 4e régiment de marche de tirailleurs, (venant de la 38e division d'infanterie)  du 1er octobre 1914 au 30 juin 1918 (rejoint la 2e division marocaine)
  - 2e régiment de marche du 1er étranger du 17 octobre 1914 au 11 novembre 1915
  - 2e régiment de marche du 2e étranger du 10 juillet au 11 novembre 1915
  - Régiment de marche de la Légion étrangère (RMLE), par fusion des deux régiments étrangers, du 11 novembre 1915 au 11 novembre 1918
  - 12e bataillon de tirailleurs malgaches, du 7 juillet au 11 novembre 1918
  - Bataillon de légion russe de début 1918 au 11 novembre 1918
- 2e brigade marocaine[réf. souhaitée] :
  - 1er régiment mixte de zouaves et de tirailleurs jusqu'au 5 septembre 1914; Il n'y eut jamais de bataillon de zouaves dans le 1er RMZT.
  - 2e régiment mixte de zouaves et de tirailleurs jusqu'au 5 septembre 1914
  - Régiment de marche de tirailleurs du Maroc occidental du 5 septembre au 1er octobre 1914 (3 bataillons)
    - 1er bataillon du 5e tirailleurs algériens
    - 4e bataillon du 7e tirailleurs algériens
    - 5e bataillon du 4e tirailleurs tunisiens

  - Régiment de marche de tirailleurs du Maroc oriental du 5 septembre au 1er octobre 1914 (4 bataillons)
    - 1er bataillon du 2e tirailleurs algériens
    - 4e bataillon du 2e tirailleurs algériens
    - 3e bataillon du 6e tirailleurs algériens
    - 3e bataillon du 2e zouaves

  - 7e régiment de marche de tirailleurs, formé par la fusion du régiment de marche de tirailleurs du Maroc occidental avec le régiment de marche de tirailleurs du Maroc oriental, du 1er octobre 1914 au 11 novembre 1918
  - 8e régiment de marche de zouaves par changement d'appellation du Régiment de marche de zouaves, du 1er octobre 1914 au 11 novembre 1918.

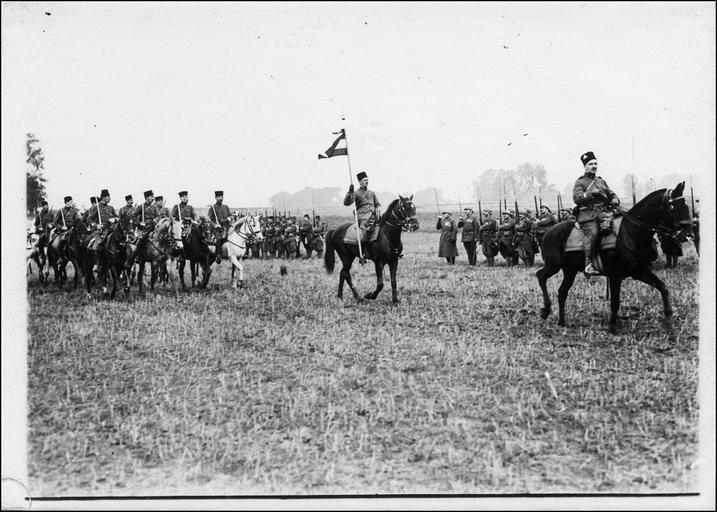
Cavaliers du 5e chasseurs d'Afrique attachés à la division, septembre 1916.

La cavalerie divisionnaire est constituée des unités suivantes :
- Deux escadrons du 6e régiment de chasseurs en août 1914 puis un seul d'octobre 1914 à février 1916
- Un escadron du 11e régiment de hussards de novembre 1914 à février 1916
- Deux escadrons du 10e régiment de dragons de février à août 1916
- Deux escadrons du 5e régiment de chasseurs d'Afrique à partir d'août 1916, puis un seul à partir d'août 1918
- Un escadron du 1er régiment de spahis à partir d'août 1918.

La Division marocaine est en outre soutenue par :
- une unité d’artillerie commandée par Lieutenant-Colonel Ducros comprenant un groupe de marche sous les ordres du commandant Turpin (1re et 2e batteries du 4e groupe d'artillerie de campagne d'Afrique ainsi que la 2e batterie du 8e groupe d'artillerie de campagne d'Afrique) et un groupe de deux batteries du 3e Régiment d’Artillerie coloniale sous les ordres du commandant Martin,
- une compagnie divisionnaire du Génie du Maroc sous les ordres du capitaine Quinson.

Enfin, l'escadrille Escadrille BRE 104 est rattachée à la division en 1918.

### Création
À la veille de la mobilisation du 2 août 1914, les troupes d’occupation du Protectorat stationnées au Maroc dont dispose l’Armée française comprennent :
- 1 bataillon d'infanterie coloniale (1er BIC du Maroc) à Fez
- 6 régiments mixtes d'Infanterie coloniale du Maroc composés chacun d’un « bataillon de coloniaux » (« marsouins ») et de deux de « tirailleurs sénégalais » à Rabat, La-Chaouïa, Meknés, Fez et Marrakech
- 2 groupes mixtes d’artillerie coloniale (un groupe de trois « batteries montées de 75 de campagne » et un autre de quatre « batteries de 65 de montagne »)
- 6 compagnies de conducteurs sénégalais
- 13 bataillons de tirailleurs algériens
- 9 bataillons de tirailleurs tunisiens
- 9 bataillons de zouaves
- 5 bataillons de troupes auxiliaires du Maroc (futurs tirailleurs marocains)
- un escadron de spahis sénégalais

Par prélèvement d’une partie de ces forces immédiatement disponibles, quatre brigades sont créées dès la mobilisation. Les deux premières constituent la division de marche du Maroc. Les deux autres brigades s'illustreront avec les 38e et 153e divisions d'infanterie.
À noter que les cinq bataillons de soldats marocains dont dispose l’Armée française au Maroc n'entrent pas dans la composition de la Division marocaine mais constituent deux régiments de chasseurs indigènes aux ordres du colonel Auroux et du commandant Poeymirau qui forment le 25 août 1914 une Brigade de chasseurs indigènes (appelée aussi Brigade marocaine ou Brigade Ditte) aux ordres du général Ditte.

### 1914
- 6 - 18 août : Constitution, puis embarquement, transport et débarquement à Bordeaux et Sète[11].
  - Les unités constituant la Division de marche du Maroc sont regroupées à Bordeaux le 15 août 1914 après avoir débarqué à Sète depuis Oran, Casablanca et Mahedia. Le 16 août, la division quitte Bordeaux et se positionne dans la région de Tournes (Ardennes françaises) le 18 août[12], pour se joindre au Corps d’armée des troupes coloniales de la 4e armée française dans la Bataille des frontières[réf. souhaitée].
- 18 - 23 août : transport par V.F. à l'ouest de Mézières dans les Ardennes[11].
- 23 août - 6 septembre : mouvement par Mézières vers le nord-est, puis repli par Mézières et Witry-lès-Reims, vers la région de Fère-Champenoise[11].
  - À l’issue de la Bataille des Ardennes le 23 août 1914, la Division marocaine est intégrée au 9e corps d’armée de la 4e armée sous les ordres du général Dubois. Ce corps d’armée a pour mission de couvrir le repli de cette dernière en s'établissant le 27 août sur une ligne Signy-l'Abbaye - La-Fosse-à-l'Eau, sur laquelle elle doit contrer l’avancée de la IIIe Armée allemande[réf. souhaitée].
  - 28 août : combats de Dommery et de la Fosse-à-l'Eau (bataille de la Meuse).
  - 30 août : combats à Bertoncourt.
  - 1er septembre : combats de Neuflize et d'Alincourt.

- 6 - 14 septembre : engagée dans la bataille de la Marne : du 6 au 10 septembre, bataille des Marais de Saint-Gond. Combats autour du château de Mondement. À partir du 10 septembre, poursuite par Tours-sur-Marne et de Beaumont-sur-Vesle jusque vers Prunay et la ferme des Marquises[11].
- 14 septembre 1914 - 23 avril 1915 : combats dans cette région (bataille de l'Aisne), puis stabilisation et occupation d'un secteur vers la ferme des Marquises et le nord de Sillery, étendu à gauche le 7 octobre jusque vers le fort de la Pompelle (guerre de mines)[11].
  - 23 - 28 septembre : participation aux attaques françaises en direction de Berru.
  - 12, 13 octobre, 22 décembre : attaques locales françaises.
  - 22 octobre : combats au bois des zouaves.
  - 1er mars 1915 : attaques locales allemandes.
  - Du 26 octobre 1914 au 8 février 1915, la 2e brigade est transférée dans le nord. Engagée le 11 novembre dans la première bataille d'Ypres, enlèvement du bois triangulaire (nord d'Ypres) et de la grande Dune (Nieuport-Bain).

### 1915
- 23 - 27 avril : retrait du front ; à partir du 25 avril, transport par V.F. de la région d'Épernay, dans celle de Saint-Pol[11].
- 27 avril - 9 mai : mouvement vers la région d'Aubigny-en-Artois, puis à partir du 29 avril occupation d'un secteur vers la ferme de Berthonval et la Targette[11].
- 9 - 12 mai : engagée dans la seconde bataille de l'Artois, attaque de la cote 140[13].
- 12 - 26 mai : retrait du front. Repos vers Mont-Saint-Éloi, puis vers Tincques[13].
- 26 mai - 24 juin : mouvement vers le front et occupation d'un secteur vers la cote 123 et le bois de Carency, réduit à gauche, le 3 juin vers le cabaret rouge[13].
  - 16 - 22 juin : attaques françaises en direction de Givenchy-en-Gohelle[13].

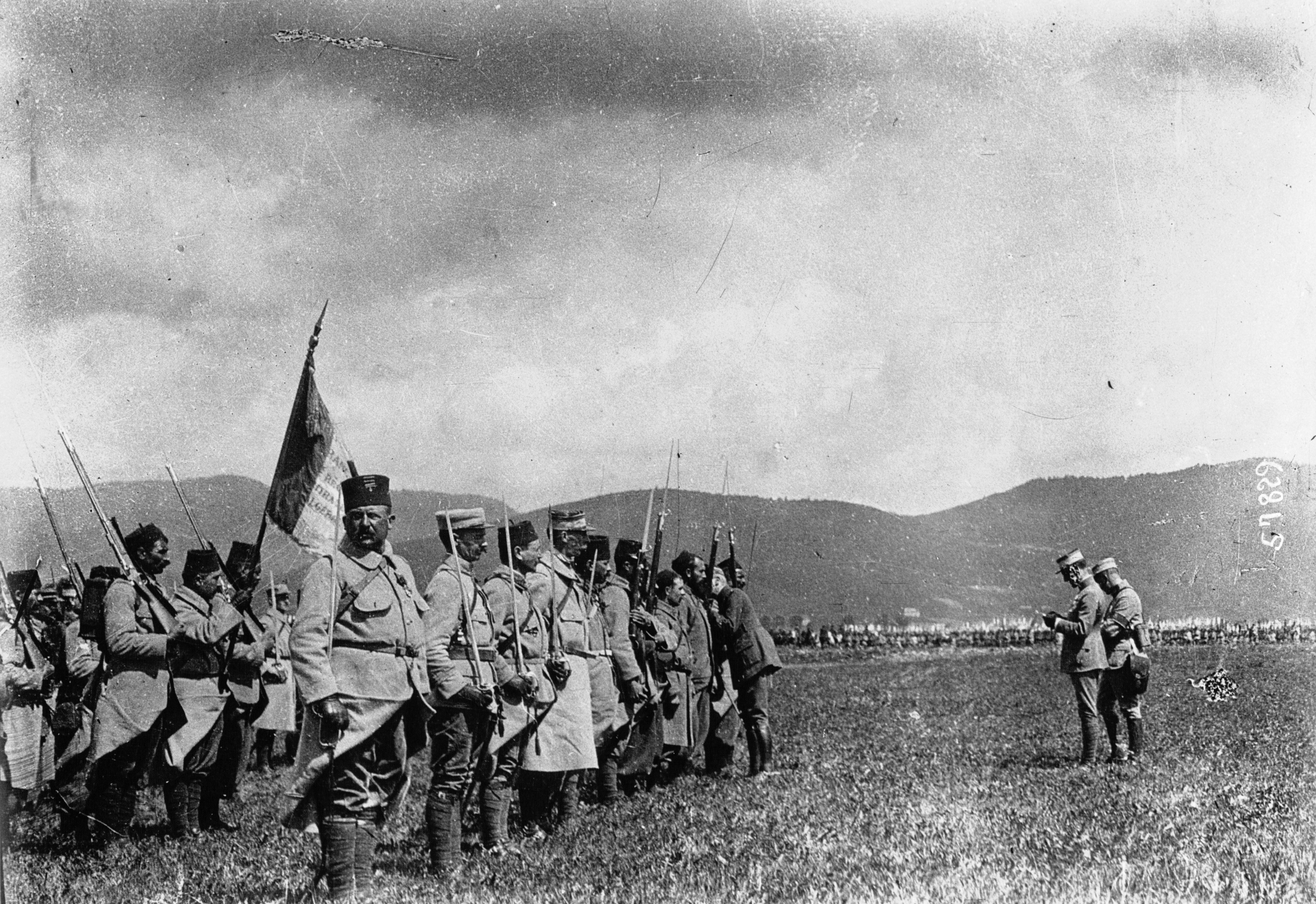
Le général Lyautey passe en revue la division en Alsace le 28/7/1915.

- 24 juin - 14 septembre : retrait du front et repos vers Wail. À partir du 4 juillet, transport par V.F. dans la région de Montbéliard ; à partir du 15 juillet, mouvement vers Giromagny ; instruction et repos[13].
- 14 septembre - 18 octobre : transport par V.F. de la région de Lure, dans celle de Suippes. À partir du 25 septembre, engagée vers le bois Sabot dans la seconde bataille de Champagne[13].
  - 25 - 28 septembre : attaques vers le Trou Bricot et la butte de Souain. À partir du 30 septembre, mouvement de rocade et occupation d'un secteur au sud-est de Sainte-Marie-à-Py.
- 18 octobre - 21 décembre : retrait du front vers Cuperly. À partir du 20 octobre, transport par V.F. de la région de Cuperly dans celle de Pont-Sainte-Maxence ; instructions et repos[13].
- 21 décembre 1915 - 16 janvier 1916 : mouvement vers Cœuvres-et-Valsery ; instruction[13].

### 1916
- 16 janvier - 24 février : mouvement vers Crépy-en-Valois ; instruction. À partir du 23 janvier, mouvement par étapes vers le camp de Crèvecœur-le-Grand ; repos et instruction. À partir du 13 février, mouvement vers la région de Noyers-Saint-Martin ; repos[13].
- 24 février - 19 juin : mouvement vers Montdidier, puis occupation d'un secteur entre l'Oise et Belval[13].
- 19 juin - 6 juillet : retrait du front. Transport par V.F. dans la région d'Amiens. En réserve au début de la bataille de la Somme[14].
- 6 - 15 juillet : mouvement vers le front, engagée dans la bataille de la Somme, vers Belloy-en-Santerre et l'est de Flaucourt[14].
  - 7 - 13 juillet : attaques françaises sur les positions allemandes au sud-est de Belloy-en-Santerre.
- 15 - 29 juillet : retrait du front. Transport par V.F. dans la région de Gournay-sur-Aronde[14].
- 29 juillet - 29 octobre : mouvement vers le front et occupation d'un secteur entre Belval et la lisière sud du bois des Loges[14].

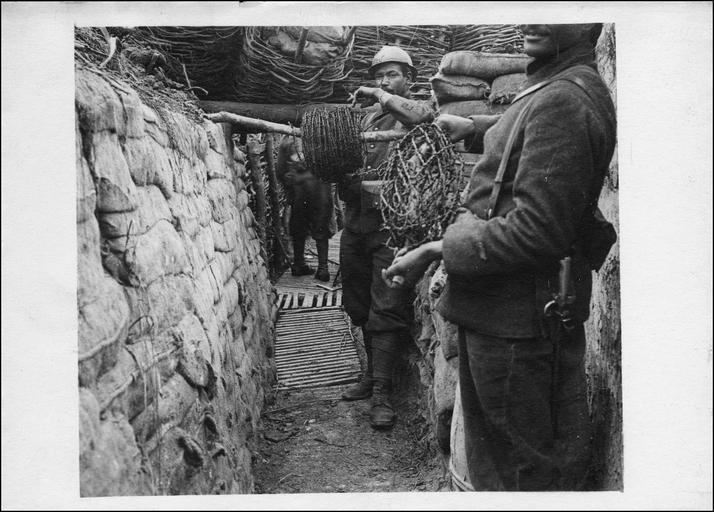
Tirailleurs de la division tirant des fils de fer barbelés dans une tranchée d'arrière à Lassigny, septembre 1916.

- 29 octobre - 17 novembre : retrait du front. Repos vers Estrées-Saint-Denis. À partir du 3 novembre, mouvement vers le camp de Crèvecœur ; instruction[14].
- 17 novembre - 28 décembre : transport par camions dans la région de Chuignolles. Occupation d'un secteur vers Belloy-en-Santerre et le sud de Barleux[14].
- 28 décembre 1916 - 25 janvier 1917 : retrait du front, mouvement vers le camp de Crèvecœur ; instruction[14].

### 1917
- 25 janvier- 8 février : mouvement vers le front ; occupation d'un secteur vers Beuvraignes et le sud d'Armancourt[14].
- 8 février - 14 mars : retrait du front. Éléments au travail vers Montdidier, éléments au repos vers Froissy et Crèvecœur-le-Grand[14].
- 14 - 31 mars : mouvement vers Montdidier, engagée dans la poursuite des troupes allemandes en seconde ligne lors de l'opération Alberich[14].
- 31 mars - 26 avril : transport par V.F. de Montdidier et d'Hargicourt vers Saint-Hilaire-au-Temple et Cuperly. À partir du 3 avril, occupation d'un secteur entre Auberive-sur-Suippe et le nord de Baconnes. À partir du 17 avril, engagée dans la bataille des monts de Champagne, prise du Mont-sans-Nom et de Auberive-sur-Suippe[14].
- 26 avril - 2 juin : retrait du front ; repos vers Châlons-en-Champagne[14].
- 2 juin - 4 juillet : transport par camions vers Jonchery-sur-Vesle, puis à partir du 5 juin, occupation d'un secteur entre la Miette et l'Aisne[15].
- 4 juillet - 18 août : retrait du front. À partir du 10 juillet, repos vers Arcis-sur-Aube. À partir du 8 août, transport par camions dans la région de Verdun ; travaux[15].
- 18 août - 3 septembre : occupation d'un secteur vers Chattancourt et la Meuse[15].
  - 20 août : engagée dans la bataille de Verdun, prise du bois des Corbeaux. Puis organisation des positions conquises vers la Meuse et l'ouest de Forges-sur-Meuse.
- 3 septembre - 3 octobre : retrait du front, transport par camions dans la région de Vaucouleurs, puis à partir du 8 septembre au camp de Bois l'Évêque ; repos et instruction[15].
- 3 octobre 1917 - 21 janvier 1918 : occupation d'un secteur entre Limey et l'étang de Vargévaux[15].
  - 8 janvier 1918 : action locale française au nord de Flirey vers le bois de Montmare.

### 1918
- 21 janvier - 31 mars : retrait du front, instruction vers Vaucouleurs et travaux. À partir du 26 mars, regroupement vers Vaucouleurs ; repos et instruction[15].
- 31 mars - 24 avril : transport par V.F. au nord de Beauvais ; travaux et instruction vers Rumigny ; puis tenue prête à intervenir vers Sains-en-Amiénois et Hangard[15].
- 24 avril - 7 mai : mouvement vers le front ; participe à l'action de soutien aux troupes australiennes et britanniques lors de la bataille de Villers-Bretonneux au sud de la bourgade et vers le bois de Hangard. Organisation et défense, dans cette région d'un secteur réduit à gauche, le 29 avril, jusqu'à la lisière nord du bois de Hangard[15].
- 7 - 28 mai : retrait du front ; transport par camions vers Nanteuil-le-Haudouin ; repos[15].
- 28 mai - 4 juin : transport par camions vers Dommiers. Engagée dans la 3e bataille de l'Aisne vers la Montagne de Paris, Missy-aux-Bois et Chaudun, combat en retraite puis organisation du nouveau front. À partir du 1er juin, regroupement dans la région Vivières, Villers-Cotterêts[16].
- 4 - 20 juin : mouvement vers le front et occupation d'un secteur vers Ambleny et l'Aisne, déplacée à droite le 14 juin vers Ambleny et Fosse-en-Haut[16].
  - 12 juin : attaque allemande.
- 20 juin - 5 juillet : retrait du front et repos vers Rethondes[16].
- 5 - 22 juillet : mouvement vers le front et occupation d'un secteur vers Fosse-en-Haut et Saint-Pierre-Aigle. À partir du 18 juillet, engagée vers Laversine et Saint-Pierre-Aigle dans la bataille du Soissonnais (seconde bataille de la Marne), attaque sur Saint-Pierre-Aigle, Dommiers et Chaudun[16].
- 22 juillet - 27 août : retrait du front ; transport dans les régions de Breteuil et Crèvecœur-le-Grand ; repos[16].
- 27 août - 17 septembre : transport par camions vers le front ; préparatifs d'offensive. Prend part à la poussée vers la ligne Hindenburg. Prise de Sorny, le 5 septembre ; progression vers Vauxaillon, conquête des positions allemandes de la région d'Allemant (14 - 15 septembre, bataille de Vauxaillon)[16].
- 17 septembre - 13 octobre : retrait du front et repos vers Vic-sur-Aisne, puis vers Meaux. À partir du 24 septembre, transport par V.F. à Rosières-aux-Salines ; repos[16].

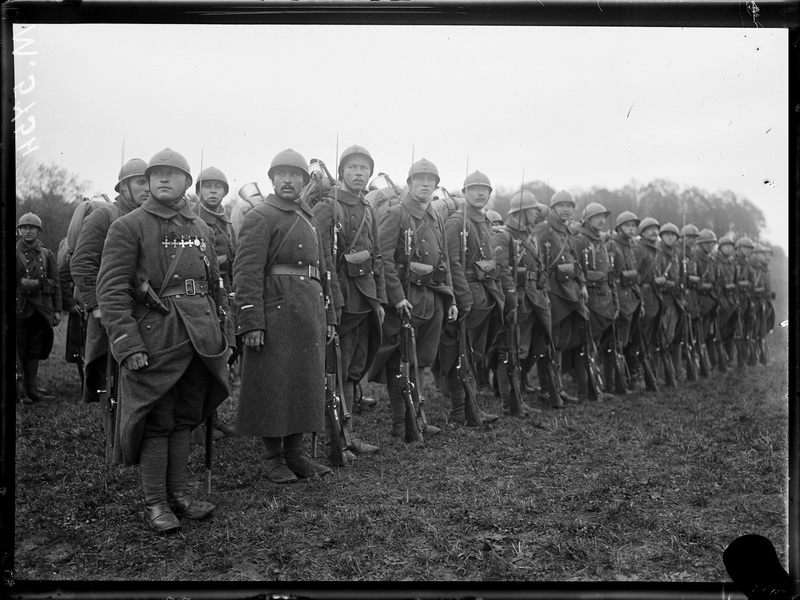
Soldats du bataillon russe de la division marocaine à Cercueil (aujourd'hui Cerville) le 2/11/1918.

- 13 octobre - 11 novembre : mouvement vers le front et occupation d'un secteur vers Bezange-la-Grande et Brin-sur-Seille ; préparatifs d'offensive[16].
- 17 novembre : Libération de Château-Salins en Moselle[17]

### Rattachements

#### Affectation organique
- août 1914 : isolée[4]
- septembre 1914 : corps combiné Humbert, puis 32e CA[4]
- octobre 1914 - novembre 1918 : isolée[4]

#### Armée de rattachement
- 1re armée
  - 29 octobre - 3 novembre 1916
  - 5 janvier - 26 mars 1918
  - 4 avril - 7 mai 1918
  - 22 - 27 août 1918
- 2e armée
  - 23 janvier - 13 février 1916
  - 24 juillet - 3 septembre 1917
- 3e armée
  - 16 juillet - 29 octobre 1916
  - 11 janvier - 31 mars 1917
  - 7 - 12 mai 1918
- 4e armée
  - 21 - 29 août 1914
  - 31 mars - 2 juin 1917
  - 15 septembre - 20 octobre 1915
  - 7 - 24 juillet 1917
- 5e armée
  - 7 octobre 1914 - 26 avril 1915
  - 2 juin - 7 juillet 1917
  - 31 mars - 4 avril 1918
  - 12 - 27 mai 1918
- 6e armée
  - 20 octobre 1915 - 23 janvier 1916
  - 13 février - 12 avril 1916
  - 20 juin - 16 juillet 1916
  - 27 mai - 2 juin 1918
- 7e armée
  - 4 juillet - 15 septembre 1915
- 8e armée
  - 3 septembre 1917 - 5 janvier 1918
  - 26 - 31 mars 1918
  - 27 septembre - 10 novembre 1918
- 9e armée
  - 5 septembre - 7 octobre 1914
- 10e armée
  - 26 avril - 4 juillet 1915
  - 12 avril - 20 juin 1916
  - 3 novembre 1916 - 11 janvier 1917
  - 2 juin - 22 août 1918
  - 27 août - 27 septembre 1918
  - 10 - 11 novembre 1918
- Détachement d'armée Foch
  - 29 août - 5 septembre 1914
- Intérieur
  - 2 - 21 août

### Allemagne
Le 8 décembre 1918, la division passe le Rhin et entre en Allemagne.

## Retour au Maroc
Elle est débarquée au Maroc en août 1925 pour participer aux opérations contre les Rifains. C'est la division marocaine, et en particulier la 8e brigade du colonel Corap, qui permet la capture d'Abdelkrim el-Khattabi le 27 mai 1926 après l'échec des négociations avec la République du Rif,.
La division est dissoute par l'ordre général no 2 du 4 janvier 1927.

### Composition
En avril-mai 1926, :
- 7e brigade :
  - Deux bataillons du 2e régiment étranger d'infanterie
  - Deux bataillons du 2e régiment de zouaves
  - 4e bataillon d'Afrique
- 8e brigade :
  - 14e régiment de tirailleurs algériens (trois bataillons)
  - 64e régiment de tirailleurs marocains (trois bataillons)
  - 1er bataillon du 4e régiment étranger d'infanterie
  - Deux groupes d'escadrons de spahis[7] ou deux escadrons du 5e régiment de spahis[21]
  - Cinq batteries d'artillerie de campagne et de montagne
  - Partisans marocains

Les 7e et 8e brigades sont dissoutes fin septembre 1926.

## Décorations

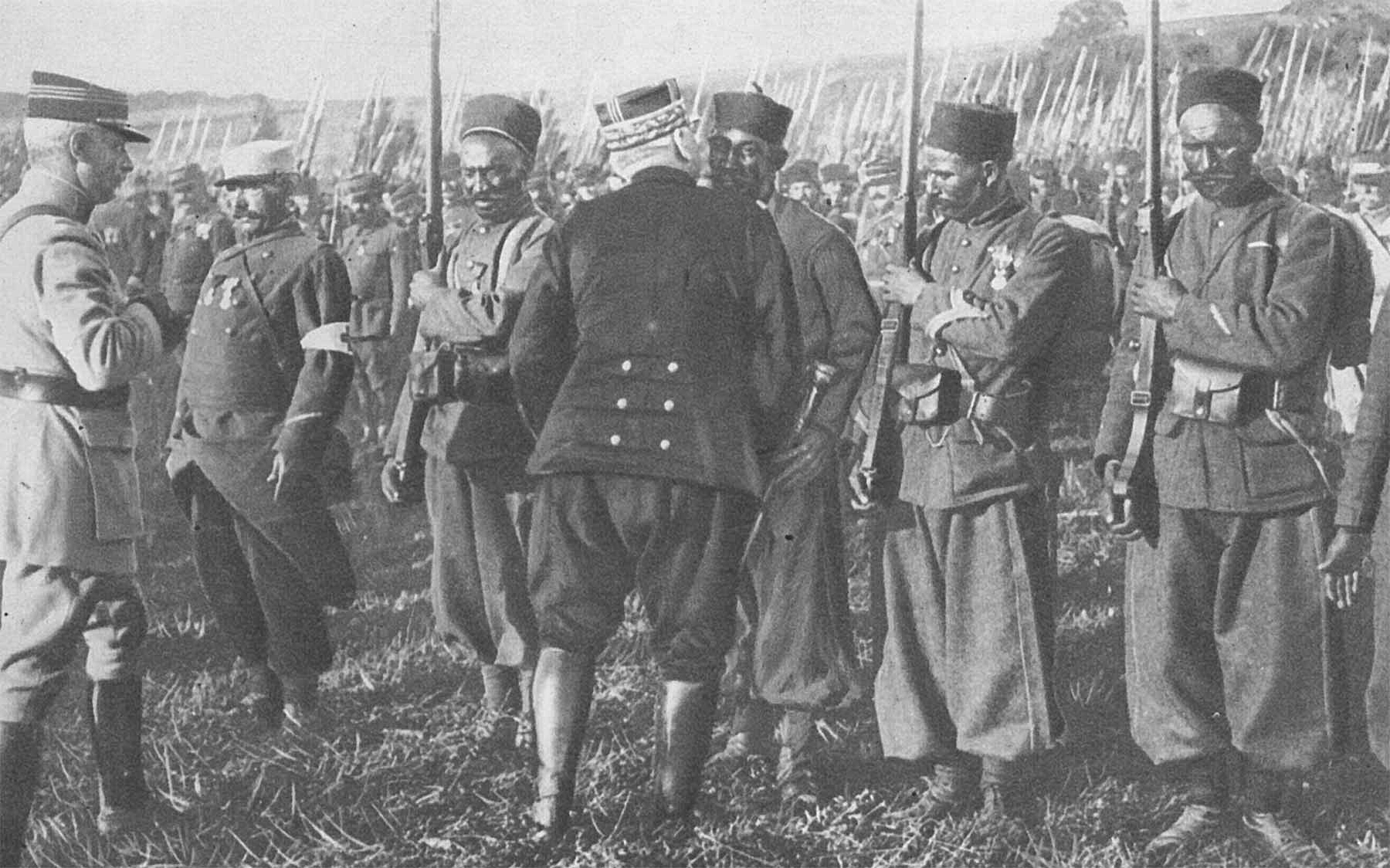
Le général Joffre décorant des tirailleurs de la Division marocaine en 1915.

- Drapeaux décorés de la Médaille militaire
  - Régiment de marche de la Légion étrangère (26 août 1919)
- Drapeaux décorés de la Légion d'honneur
  - Régiment de marche de la Légion étrangère (4 décembre 1917)
  - 4e Régiment de Marche de Tirailleurs (5 juillet 1919)
  - 7e Régiment de Marche de Tirailleurs (5 juillet 1919)
  - 8e Régiment de Marche de Zouaves (5 juillet 1919)
- Fourragère aux couleurs du ruban de la Légion d’honneur et du ruban de la Croix de Guerre 1914-1918 (au moins 9 citations à l'ordre de l'armée)
  - Régiment de marche de la Légion étrangère (9 citations)
- Fourragère aux couleurs du ruban de la Légion d’honneur (6-8 citations à l'ordre de l'armée)
  - 8e régiment de zouaves (7 citations)
  - 4e régiment de marche de tirailleurs (6 citations)
  - 7e régiment de marche de tirailleurs (6 citations)
- Fourragère aux couleurs du ruban de la Croix de guerre 1914-1918 (2-3 citations à l'ordre de l'armée)
  - 12e bataillon de tirailleurs malgaches (3 citations)
  - Bataillon de légion russe (2 citations)

### Citations militaires de la division
« Le général commandant la 9e Armée cite à l'ordre de l'armée la 1re Division du Maroc, commandée par le général Humbert pour la vaillance, l'énergie, la ténacité dont elle a fait preuve aux combats de la Tosse-à-l'Eau le 28 août et dans les journées des 6, 7, 8 et 9 septembre à Montdement, Montgivroux, Saint-Prix. Les résultats obtenus, comme aussi les pertes cruelles mais glorieuses qu'elle a subies, en témoignent. Tous, zouaves, coloniaux, tirailleurs indigènes ont fait d'une façon admirable leur devoir. »
— Citation à l'ordre de l'Armée obtenue par la Division Marocaine lors de la Bataille de la Marne, Ordre général no 11 du 22 septembre 1914 de la 9e Armée, Maréchal Foch.
« Le général commandant en chef le Groupe des Armées de l'Est cite à l'ordre des armées le 33e corps d'armée, comprenant les 70e, 77e divisions et la Division Marocaine pour avoir sous la conduite énergique de son chef, le général Pétain, fait preuve, au cours de son attaque du 9 mai, d'une vigueur et d'un entrain remarquables, qui lui ont permis de gagner d'une haleine plus de trois kilomètres, de prendre à l'ennemi 25 mitrailleuses, 6 canons et de faire 2 000 prisonniers. »
— Citation à l'ordre de l'Armée obtenue par la Division Marocaine lors de la Bataille de l'Artois (mai 1915), Ordre général no 38 du 10 mai 1915, Maréchal Joffre.
« Le général de Castelnau, commandant le groupe des Armées du Centre, cite à l'ordre des armées : le 2e corps d'armée colonial, qui, comprenant les 10e et 15e divisions coloniales et la division métropolitaine du Maroc, a, le 25 septembre, sous l'impulsion énergique du général Blondlal, enlevé dans un vigoureux assaut la première position ennemie puissamment organisée et, par certains de ses éléments (division Marchand) atteint d'un seul bond la deuxième position allemande. A complété son succès dans la journée du 26, rejetant partout l'ennemi au-delà de sa deuxième position, faisant plus de 4 000 prisonniers, enlevant 25 canons, 60 mitrailleuses et recueillant un butin considérable. »
— Citation à l'ordre de l'Armée obtenue par la Division Marocaine lors de la Seconde bataille de Champagne, Ordre général no 1 du 25 octobre 1915, Général de Castelnau.

### Citations militaires des régiments
Les drapeaux des quatre régiments de la Division marocaine (Régiment de marche de la Légion étrangère, 4e RMT, 7e RMT et 8e RMZ) ont été décorés de la Légion d'honneur au cours de la Première Guerre mondiale.
« Merveilleux régiment, qu'animent la haine de l'ennemi et l'esprit de sacrifice le plus élevé. En Artois, le 9 mai 1915, sous les ordres du lieutenant-colonel Cot, s'est élancé à l'assaut des Ouvrages Blancs, enfonçant, d'un seul bond, toutes les organisations ennemies, enlevant la cote 140, poussant
jusqu'à Carency et Souchez. En Champagne, le 25 septembre 1915, sous les ordres du colonel Lecomte-Denis, puis du commandant Rozet, a conquis l'ouvrage de Wagram, au Nord de Souain, Le 28 septembre, sous les ordres du lieutenant-colonel Cot, a triomphé d'une organisation puissante et, poussant jusqu'aux tranchées et au bois de la Ferme de Navarin, les a enlevés. Dans la Somme, le 4 juillet 1916, sous les ordres du lieutenant-colonel Cot, après avoir franchi un glacis de 800 mètres, fauché par les mitrailleuses, a conquis à la baïonnette Belloy-en-Santerre et l'a gardé, malgré un bombardement intense, contre les efforts violents et répétés de l'ennemi. En Champagne, devant les monts de Moronvilliers, le 17 avril sous les ordres du lieutenant-colonel 1917, Duriez, puis du commandant Deville, s'est élancé à l'attaque contre un ennemi résolu, trois fois supérieur en nombre. Par un combat corps à corps, ininterrompu pendant cinq jours et cinq nuits, s'est emparé des tranchées du Golfe et du village d'Auberive. À Verdun, le 20 août 1917, sous les ordres du lieutenant-colonel Rollet, a enlevé le village de Cumières et son bois, avec une telle fougue, qu'il a dépassé l'objectif final qui lui était assigné. S'est ensuite rendu maître de la côte de l'Oie et de Régneville. »
— Décret du 27 septembre 1917 portant attribution de la Croix de Chevalier de la Légion d'honneur au drapeau Régiment de marche de la Légion étrangère
« Drapeau glorieux. A flotté sur tous les champs de bataille de la Grande Guerre. Le 23 août 1914, à Hanzinelle, en Belgique, le 30 août à Ribemont et Villers-le-Sec, les tirailleurs brisent l'ennemi. Du 6 au 13 septembre 1914, ils poursuivent l'adversaire jusqu'au Chemin des Dames. Le 16 juin 1915, en Artois, ils enlèvent près du Cabaret Rouge quatre lignes de tranchées ; en Champagne, le 25 septembre 1915, ils prennent le Bois Sabot. Le 17 avril 1917, le régiment attaque près d'Auberive, atteignant tous ses objectifs ; le 20 août 1917, à Verdun, il emporte la Côte de l'Oie et le Bois de Cumières. Le 12 juin 1918, près de Soissons, il résiste héroïquement à la poussée de l'ennemi, maintenant intégralement toutes ses positions. Du 30 août au 3 septembre 1918, sur l'Ailette, il pénètre dans des positions défendues désespérément et force l'ennemi à la retraite. Les 26, 27, 28 et 29 septembre, il contribue à l'enlèvement de la Butte du Mesnil, passe la Dormoise, s'empare du Plateau de Grateuil, franchit l'Alin et prend pied sur les pentes du sud du massif de Marvaux. Au cours de ces actions, le drapeau du 4e régiment de marche de tirailleurs indigènes conquiert la fourragère aux couleurs de la Légion d'honneur ; il est glorieusement blessé le 18 septembre 1914 à Paissy, par éclat d'obus. »
— Décret du 5 juillet 1919 portant attribution de la Croix de Chevalier de la Légion d'Honneur au Drapeau 4e RMT - Le Président de la République
« Digne héritier des Turcos de Wissembourg et Frœschwiller, unissant sous son Drapeau les fils de l'Algérie, de la Tunisie et du Maroc, image vivante de l'Afrique du Nord, venus se donner corps et âme à la mère Patrie. En août 1914, aussitôt débarqués et lancés dans la bataille, les Tirailleurs, sous les ordres du Lieutenant-colonel Cros, retardent pied à pied la marche de l'envahisseur à la Fosse à l'eau, Bertoncourt, Ablancourt. En septembre, ils rejettent la Garde Impériale dans les marais de Saint-Gond, puis écrasent l'ennemi, contraint à la retraite, sous les murs du Château de Mondement. Le 9 mai 1915, en Artois, sous les ordres du Lieutenant-colonel Demetz, ils s'emparent de la Cote 140 et le 25 septembre, en Champagne, enlèvent brillamment les ouvrages ennemis au Nord de Souain. Le 11 juillet 1916, dans la Somme, ils se distinguent encore devant Belloy-en-Santerre. En Champagne, le 17 avril 1917, ils s'emparent des formidables positions du Mont Sans-Nom sous les ordres du Lieutenant-colonel Schultz qui, à Verdun, le 20 août les lance à l'assaut des puissantes organisations fortifiées qu'ils réduisent, en faisant 1 100 prisonniers. Au cours de l'épopée sublime de 1918, devant Villers-Bretonneux, ils enlèvent, le 26 avril 1918, sous les ordres du Lieutenant-colonel Schultz les positions de Cachy. Dans l'Aisne, le 18 juillet, sous les ordres du Lieutenant-colonel Mensier, ils percent les lignes ennemies, progressent de 11 kilomètres et font un grand nombre de prisonniers sur le même terrain où, les 29 et 30 mai, ils avaient soutenu des combats acharnés pour arrêter la marche de l'ennemi vers Compiègne. Du 2 au 16 septembre, sous le même commandement, à Sorny et à Vauxaillon, ils bousculent dans des conditions exceptionnellement dures, sur la ligne Hindenburg, les régiments allemands les plus réputés et progressent de plus de 7 kilomètres, préparent ainsi par leur héroïsme la marche sur Laon et la grande victoire. »
— Décret du 5 juillet 1919 portant attribution de la Croix de Chevalier de la Légion d'Honneur au Drapeau du 7e RMT  - Le Président de la République
« Régiment superbe d'héroïsme et de vaillance qui, pendant quatre ans de guerre, sans jamais faiblir, a dressé devant l'envahisseur la foi sacrée d'une troupe qui sait mourir pour la défense de son sol.
Entré le 28 août 1914 en contact de l'ennemi, ils manœuvrent en retraite sans faiblir jusqu'au 8 septembre ou les zouaves s'arrêtent et font face. Au château de Mondement et dans les marais de Saint-Gond, ils battent la garde prussienne. Beaux de dévouement, de courage et de sacrifice, ils dressent, dans la boue de Belgique, à Boesinghe et à Nieuport, le mur inébranlable de leurs poitrines. Le 9 mai, le 16 juin et le 25 septembre 1915, sous les ordres du lieutenant-colonel Modelon, ils se lancent à l'attaque de la crête de Vimy et de la butte de Souain. Le 9 juillet 1916, ils se sacrifient et meurent sur les fils de fer de Barleux. Puis, sous les ordres de lieutenant-colonel Lagarde, ils s'emparent, le 17 avril 1917, du Mont-Sans-Nom, réputé imprenable. Le 20 août, ils éloignent à jamais le Boche de Verdun, la citadelle inviolée. L'année 1918 les trouve prêt encore à toutes les audaces et à tous les sacrifices; le 26 avril, ils attaquent Villers-Bretonneux et barrent la route d'Amiens. Les 29 at 30 mai, alors que menaçant et terrible monte le flot ennemi, ils accourent, se sacrifient héroïquement pour défendre la route de Soissons à Paris. Ils sont encore debout, le 18 juillet, pour pousser de l'avant et chasser l'ennemi de Chaudun et de Charantigny. Et c'est en vain que, du 28 août au 15 septembre, l'ennemi essayera de s'accrocher aux falaises de l'Aisne, de tenir Neuville-sur-Margival et le ravin de Vauxaillon, la fougue impétueuse de ceux qui, par sept fois déjà, les ont vaincus, commencera leur défaite.. »
— Décret du 5 juillet 1919 portant attribution de la Croix de Chevalier de la Légion d'Honneur au Drapeau du 8e RMZ  - Le Président de la République

## Chant
- Le texte du chant de la Division marocaine de la Première Guerre mondiale fut repris en 1943 par le capitaine Félix Boyer dans Le Chant des Africains.

## Devise
« Sans peur et sans pitié. »

## Mémorial de Givenchy-en-Gohelle
Un monument édifié en juin 1925 à Givenchy-en-Gohelle sur le plateau de Vimy, en face du mémorial canadien, rend hommage à la Division marocaine et aux centaines de milliers de soldats étrangers engagés pour la France pendant la Grande Guerre.

#### Monuments
- Monument aux morts de la division marocaine à Givenchy-en-Gohelle (62)
- Le monument national de la Victoire de la Marne Septembre 1914 Mondement - Marais de Saint-Gond

#### Historiques
- La Division Marocaine dans la bataille de l'Aisne (1917)
- Historique et composition de la Division Marocaine de 1914 à 1918

#### Divers
- Grande Guerre : la Division marocaine qui n'avait de marocaine que le nom, France24, juin 2015